# مرحلة النزاع المبكر من الحرب الأهلية السورية
استمرت مرحلة النزاع المبكر من الحرب الأهلية السورية من أواخر يوليو 2011 إلى أبريل 2012، وارتبطت بصعود المعارضة المسلحة في جميع أنحاء سوريا وبداية النزاع المسلح ضد سلطات الجمهورية العربية السورية. وعادة ما تميز بداية النزاع بتشكيل الجيش السوري الحر في 29 يوليو 2011، عندما أعلنت مجموعة من الضباط المنشقين عن إنشاء القوة العسكرية المعارضة المنظمة الأولى. مؤلفًا من أفراد منشقين عن القوات المسلحة السورية، هدف الجيش إلى إزالة بشار الأسد وحكومته من السلطة.
هذه الفترة من الحرب شهدت الانتفاضة المدنية الأولية تأخذ الكثير من خصائص الحرب الأهلية، وقفًا لعدد من المراقبين الخارجيين، بما في ذلك لجنة الأمم المتحدة المتصلة بحقوق الإنسان، حيث أصبحت العناصر المسلحة أكثر تنظيمًا وبدأت في تنفيذ هجمات ناجحة انتقامًا من حملة قمع الحكومة السورية للمتظاهرين والمنشقين.
وقد انتهت بعثة المراقبة التابعة للجامعة العربية، التي بدأت في ديسمبر 2011، بالفشل بحلول فبراير 2012، حيث واصلت القوات البعثية السورية ومسلحو المعارضة القيام بالقتال في جميع أنحاء البلاد، ومنعت الحكومة البعثية السورية المراقبين الأجانب من التجول في ساحات القتال النشطة، بما في ذلك معاقل المعارضة المحاصرة.
في أوائل عام 2012، عمل كوفي أنان كممثل خاص مشترك بين الأمم المتحدة وجامعة الدول العربية لسوريا. وتنص خطته للسلام على وقف إطلاق النار، ولكن حتى مع المفاوضات التي كانت تجري بشأنها، استمرت المعارضة والجيش السوري في القتال حتى بعد خطة السلام.:11 وقد توسط المبعوث الخاص كوفي أنان لوقف إطلاق النار الذي تدعمه الأمم المتحدة وأعلن في منتصف أبريل 2012.

## الخلفية
كانت مرحلة الانتفاضة المدنية من الحرب الأهلية السورية مرحلة مبكرة من الاحتجاجات – ورد الفعل العنيف اللاحق من جانب سلطات الجمهورية العربية السورية – والتي استمرت في الفترة من مارس إلى 28 يوليو 2011. وقد تطورت الانتفاضة، التي تطالب في البداية بإصلاحات ديمقراطية، من الاحتجاجات البسيطة في البداية، ابتداء من يناير 2011، وتحولت إلى احتجاجات واسعة النطاق في مارس.
وشهدت الانتفاضة مظاهرات معارضة واسعة النطاق ضد الحكومة البعثية لبشار الأسد، التي قوبلت مع عنف الشرطة والجيش، والاعتقالات الجماعية والحملات الوحشية التي أسفرت عن سقوط مئات الضحايا وآلاف الجرحى.
وعلى الرغم من محاولات بشار الأسد لتهدئة الاحتجاجات بالقمع الواسع النطاق واستخدام الرقابة من ناحية والتنازلات من ناحية أخرى، فإنه بحلول نهاية أبريل، أصبح من الواضح أن الوضع كان يخرج عن سيطرته ونشرت الحكومة السورية العديد من القوات على الأرض.
وقد أنشئت مرحلة الانتفاضة المدنية منهاجًا لظهور حركات المعارضة المسلحة والانشقاقات الجماعية عن الجيش السوري، الذي حول الصراع تدريجيًا من انتفاضة مدنية إلى نزاع مسلح، وفي وقت لاحق حرب أهلية كاملة النطاق. وقد أنشئ الجيش السوري الحر في 29 يوليو 2011، إيذانًا بالانتقال إلى النزاع المسلح.

## الخط الزمني للنزاع

### تشكيل الجيش الحر (يوليو–نوفمبر 2011)

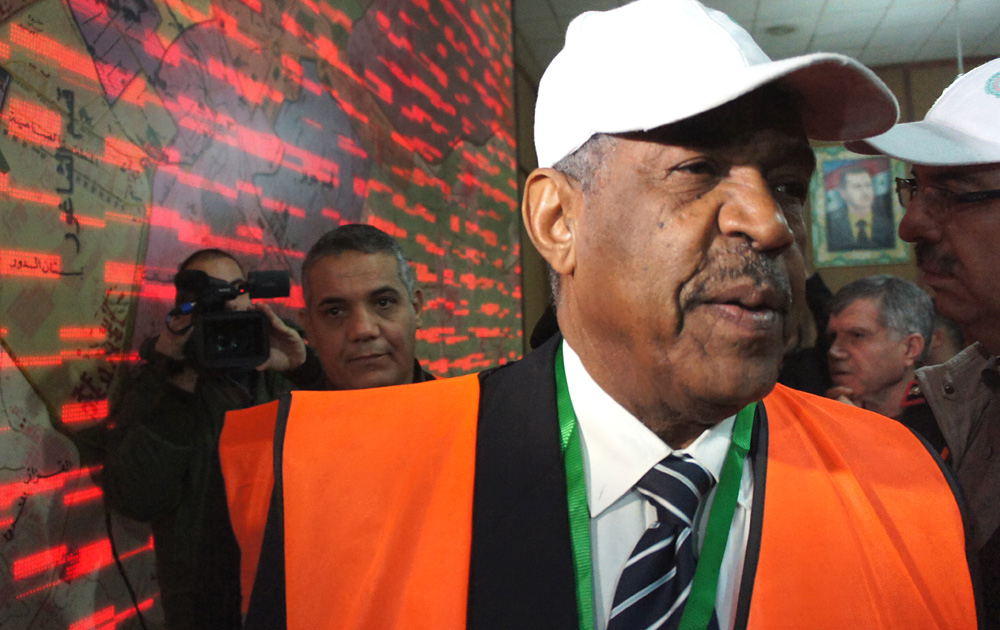
أحد المراقبين العرب خلال مؤتمر صحفيٍّ عن الوضع في سوريا.

في أوائل يونيو أعلن المقدم حسين هرموش انشقاقه عن الجيش السوري، وأسَّس أوَّل تنظيم عسكري للمنشقين هو ما أسماه «حركة الضباط الأحرار»،  وفي 29 يوليو 2011، قام سبعة ضباط منشقين عن القوات المسلحة السورية بتشكيل الجيش السوري الحر بقيادة رياض الأسعد، وتألّفت من ضباط وجنود عسكريين سوريين منشقين، بهدف إسقاط الحكومة السورية. لكن لم يَخض الجيش الحر معركة حقيقيَّة حتى 27 سبتمبر عندما اندلعت معركة الرستن وتلبيسة بينه وبين الجيش النظاميّ، والتي استمرت قرابة أسبوع، وانتهت بانسحابه مؤقتًا من كلا المدينتين.
في 31 يوليو، أسفرت حملة قمع أطلقت المعارضة عليها «مذبحة رمضان» عن وفاة ما لا يقل عن 142 شخصًا ومئات من الإصابات. في 23 أغسطس، شكل ائتلاف من الجماعات المناوئة للحكومة اسمه المجلس الوطني السوري. وحاول المجلس، الذي يوجد مقره في تركيا، تنظيم المعارضة. بيد أن المعارضة، بما في ذلك الجيش الحر، ظلت مجموعة من الجماعات السياسية، والمنفيين القدامى، والمنظمين الشعبيين، والمقاتلين المسلحين المنقسمين على أسس أيديولوجية وعرقية و/أو طائفية.

### اشتداد المعارك
خلال أغسطس 2011، اقتحمت القوات الحكومية المراكز الحضرية الرئيسية والمناطق النائية، وواصلت مهاجمة الاحتجاجات. في 14 أغسطس، استمر حصار اللاذقية في الوقت الذي أصبحت فيه البحرية السورية ضالعة في الحملة العسكرية للمرة الأولى. وأطلقت الزوارق الحربية الرشاشات الثقيلة في المناطق المطلة على الواجهة المائية في اللاذقية، حيث اقتحمت قوات برية وعناصر أمنية مدعومة بالمدرعات عدة أحياء. وكانت احتفالات عيد الفطر، التي بدأت في نهاية أغسطس، صامتة بعد أن أطلقت قوات الأمن النار على المحتجين الذين تجمعوا في حمص، ودرعا، وضواحي دمشق.
بحلول سبتمبر 2011، شاركت المعارضة السورية في حملة نشطة في أجزاء كثيرة من سوريا. ووقعت مواجهة كبيرة بين الجيش السوري الحر والقوات المسلحة السورية في الرستن. وفي الفترة من 27 سبتمبر إلى 1 أكتوبر، قادت قوات الحكومة السورية، المدعومة بالدبابات والمروحيات، هجومًا على بلدة الرستن في محافظة حمص، لإخراج المنشقين عن الجيش. وكانت معركة الرستن 2011 بين القوات الحكومية والجيش الحر أطول الإجراءات وأكثرها كثافة حتى ذلك الوقت. بعد أسبوع، أجبر الجيش الحر على الانسحاب من الرستن. ولتجنب القوات الحكومية، انسحب قائد الجيش الحر، العقيد رياض الأسعد، إلى تركيا. وقد فر العديد من المعارضين إلى مدينة حمص المجاورة.
بحلول أكتوبر 2011، بدأ الجيش السوري الحر يتلقى دعمًا نشطًا من الحكومة التركية، التي سمحت له بتشغيل قيادته ومقره من محافظة هاتاي الجنوبية القريبة من الحدود السورية، وقيادته الميدانية من داخل سوريا.
في أكتوبر 2011، جرى الإبلاغ بانتظام عن وقوع مصادمات بين الحكومة ووحدات الجيش التي انشقت عنها. وخلال الأسبوع الأول من الشهر، أبلغ عن وقوع اشتباكات مستمرة في جبل الزاوية في جبال محافظة إدلب. واستولىت المعارضة أيضًا على معظم مدينة إدلب. وفي منتصف أكتوبر، شملت المصادمات في محافظة إدلب بلدتي بنش وحاس في المحافظة بالقرب من السلسلة الجبلية جبل الزاوية. في أواخر أكتوبر، وقعت اشتباكات في بلدة معرة النعمان الشمالية الغربية بين القوات الحكومية وجنود منشقين، وبالقرب من الحدود التركية، حيث قتل 10 من رجال الأمن ومنشق في كمين حافلة. ليس من الواضح ما إذا كان المنشقون المرتبطون بهذه الحوادث مرتبطين بالجيش الحر.
في 19 أكتوبر 2011، ذكرت وسائل إعلام أمريكية أن «حشودًا كبيرة من السوريين تجمعوا في مدينة حلب الشمالية دعمًا لحكومة الرئيس بشار الأسد». وقد قدرت الحكومة السورية أكثر من مليون متظاهر مؤيد للحكومة بينما قدر آخرون الحشود «عشرات آلاف» على الأقل بالمقارنة بالتجمع المؤيد للحكومة «قبل أسبوع في دمشق».
في 29 أكتوبر بدأ الجيش قصفًا بالرشاشات الثقيلة على حي بابا عمرو في مدينة حمص، وذلك في أعقاب اشتباكات عنيفة دارت بين القوات النظامية والجيش السوري الحر عند دوار الرئيس في حي باب السباع المجاور، حيث دُمر حاجزا القلعة والفارابي تدميرًا كاملًا خلال عمليات للجيش الحر انتهت بقتل أكثر من 17 عنصر أمن، كما أدت هذه الاشتباكات الليلية إلى تدمير اثنتين من عربات الجيش وإصابة عشرات الجنود. وإثر هذه الأحداث بدأ قصف عنيفٌ بالمدفعية وقاذفات الصواريخ على حي بابا عمرو في 3 نوفمبر، واستمر القصف أربعة أيام موقعًا أكثر من 100 قتيل، وسطَ حصار الحي ونقص في الغذاء. وقد اتهمت منظمة هيومن رايتس ووتش النظام بارتكاب جرائم ضد الإنسانية في حمص خلال الحملة. لكن الجيش النظامي تمكن أخيرًا في 8 نوفمبر من دخول بابا عمرو، وبذلك انتهت المعركة باستعادته السيطرة على المنطقة التي كانت قد أصبحت معقلًا للمنشقين عن الجيش. وإثرَ هذه الحملة أعلنت الهيئة العامة للثورة السورية 11 نوفمبر يومًا للإضراب العام في سوريا «تضامنًا مع حمص».
في 16 نوفمبر أعلن الجيش السوري الحر عن أوَّل هجوم له على منشأة عسكرية نظامية منذ بدء الاحتجاجات، حيثُ هاجم مقر المخابرات الجوية في بلدة حرستا؛ وتزامنًا مع تصاعد المواجهات العسكرية، وافقت الحكومة السورية في 2 نوفمبر على خطة جامعة الدول العربية، التي تنصّ على انسحاب الجيش من المدن والإفراج عن السجناء السياسيين والحوار مع المعارضة. مع عدم الالتزام بالمبادرة، علّقت الجامعة عضوية سوريا في 16 نوفمبر، وفرضت عليها عقوبات اقتصادية. قبلت الحكومة السورية في 19 ديسمبر على نشر مراقبين تابعين لجامعة الدول العربية في البلاد.
وبحسب الهيئة العامة للثورة السورية أن 771 قتيلًا سقطوا في حمص وحدها خلال فترة مهل الجامعة العربية للنظام السوري. كما أن يومي 19 و20 ديسمبر (مباشرة بعد توقيع النظام على المبادرة) شهدا وفق المعارضة مجزرتي كنصفرة وكفرعويد في جبل الزاوية بإدلب، حيث حاصرت القوات النظامية في اليوم الأول 72 منشقًا عن الجيش قربَ بلدة كنصفرة وقتلتهم جميعًا،  وفي اليوم التالي حاصرت 160 من أهالي قرية كفرعويد والناشطين الفارين منها، وإبادتهم جميعًا بدورهم.

### التصعيد (نوفمبر 2011–أبريل 2012)
في أوائل نوفمبر 2011، تصاعدت المصادمات بين الجيش الحر وقوات الأمن في حمص مع استمرار الحصار. وبعد ستة أيام من القصف، اقتحم الجيش السوري المدينة في 8 نوفمبر، مما أدى إلى قتال عنيف في الشوارع في عدة أحياء. وكانت المقاومة في حمص أكبر بكثير من تلك التي شوهدت في البلدات والمدن الأخرى، وأشار البعض في المعارضة إلى المدينة بوصفها «عاصمة الثورة». خلافًا للأحداث التي وقعت في درعا وحماة، فشلت العمليات في حمص في إخماد الاضطرابات.
شهد نوفمبر وديسمبر 2011 تزايد هجمات المعارضة، حيث إزداد عدد قواتها. وخلال الشهرين، شن الجيش الحر هجمات مميتة على مجمع للمخابرات الجوية في ضاحية حرستا بدمشق، ومقر فرع القطر السوري لشبيبة البعث في محافظة إدلب ودمشق، وقاعدة جوية في محافظة حمص، ومبنى للمخابرات في إدلب. وفي 15 ديسمبر، نصب مقاتلو المعارضة كمينًا لنقاط التفتيش والقواعد العسكرية حول درعا، مما أسفر عن مقتل 27 جنديًا، في واحدة من أكبر الهجمات التي وقعت بعد على قوات الأمن. وقد تعرضت المعارضة لنكسة كبيرة في 19 ديسمبر، عندما أدت الانشقاقات الفاشلة في محافظة إدلب إلى مقتل 72 منشقًا.
في ديسمبر 2011، أكد أخصائي مكافة الإرهاب وضابط المخبارات العسكرية لوكالة المخبارات المركزية سابقًا فيليب جيرالدي أن "طائرات حربية للناتو لا تحمل علامات تصل إلى القواعد العسكرية التركية القريبة من الحدود السورية، لتسليم الأسلحة من ترسانات الراحل معمر القذافي، فضلًا عن متطوعين من المجلس الوطني الانتقالي الليبي الذين هم من شوي الخبرة في تأليب المتطوعين المحليين ضد الجنود المدربين" وأنه بالإضافة، "مدربي القوات الخاصة الفرنسية والبريطانية على الأرض، ويساعدون المعارضة بينما تقدم السي آي إيه وقوات العمليات الخاصة الأمريكية معدات الاتصالات والاستخبارات لمساعدة قضية المعارضة. وذكر جيرالدي أن "محللي وكالة المخابرات المركزية متشككون بشأن المسيرة إلى الحرب" لأسباب منها أن "تقرير الأمم المتحدة الذي يستشهد به كثيرًا بأن أكثر من 3,500 مدني قتلوا على يد جنود الأسد يستند إلى حد كبير على مصادر للمعارضة وهو غير مؤكد" في حين حذر في ذا أمريكن كونسرفتيف أن "الأمريكيين ينبغي أن يكونوا قلقين إزاء ما يحدث في سوريا... لأنه ينذر بالتحول إلى حرب أخرى غير معلنة مثل ليبيا، لكن أسوأ بكثير".
في يناير 2012، بدأ الأسد باستخدام عمليات مدفعية واسعة النطاق ضد المعارضة، مما أدى إلى تدمير العديد من المنازل المدنية بسبب القصف العشوائي. وبحلول هذا الوقت، تضاءلت الاحتجاجات اليومية، التي طغت عليها انتشاء النزاع لمسلح. وشهدت يناير اشتباكات مكثفة حول ضواحي دمشق، حيث أصبح استخدام الجيش للدبابات والمدفعية شائعًا. بدأ القتال في الزبداني في 7 يناير عندما اقتحم الجيش السوري البلدة في محاولة للقضاء على وجود الجيش الحر. وبعد انتهاء المرحلة الأولى من المعركة بوقف إطلاق النار في 18 يناير، وترك الجيش الحر مسيطرًا على البلدة، شن الجيش الحر هجومًا في دوما القريبة. واستمر القتال في البلدة من 21 إلى 30 يناير، قبل أن تضطر المعارضة إلى التراجع نتيجة هجوم حكومي معاكس. على الرغم من أن الجيش السوري تمكن من استعادة معظم الضواحي، استمر القتال المتقطع. اندلع القتال في الرستن مرة أخرى في 29 يناير، عندما انشق عشرات من الجنود المرابطين في نقاط التفتيش في البلدة وبدأوا في إطلاق النار على القوات الموالية للحكومة. اكتسبت قوات المعارضة السيطرة المعارضة على البلدة والضواحي المحيطة بها في 5 فبراير.
في 3 فبراير، شن الجيش السوري هجومًا كبيرًا في حمص لاستعادة الأحياء التي يسيطر عليه المعاروضن. في أوائل مارس، وبعد أسابيع من القصف بالمدفعية وقتال الشوارع العنيف، سيطر الجيش السوري في نهاية المطاف على حي بابا عمرو، معقل المعارضة. وبحلول نهاية مارس، استعاد الجيش السوري سيطرته على ستة أحياء، مما سمح له بالسيطرة على 70 في المائة من المدينة. وبحلول 14 مارس، قامت القوات السورية بالإطاحة بالمعارضة بنجاح في معركة إدلب الأول بعد أيام من القتال. بحلول مطلع أبريل، بلغ عدد الوفيات المقدرة للنزاع، وفقًا لنشطاء، 10,000. في أبريل 2012، بدأت قوات الأسد استخدام مروحيات هجومية ضد القوات المعارضة.
في أوائل عام 2012، عمل كوفي أنان كممثل خاص مشترك بين الأمم المتحدة وجامعة الدول العربية لسوريا. وتنص خطته للسلام على وقف إطلاق النار، ولكن حتى مع المفاوضات التي كانت تجري بشأنها، استمرت المعارضة والجيش السوري في القتال حتى بعد خطة السلام.:11

## التبعات
توسط المبعوث الخاص كوفي أنان لوقف إطلاق النار الذي تدعمه الأمم المتحدة، وأعلن في منتصف أبريل 2012، ولكنه قوبل في نهاية المطاف بمصير مماثل، حيث سيطرت الحكومة والقتال بشدة على حركات حفظة السلام غير المسلحين التابعين للأمم المتحدة. وبحلول أوائل يونيو 2012، دخلت الحرب الأهلية المرحلة الأكثر عنفًا، حيث انتشر القتال في جميع أنحاء البلاد وتصاعدت الوفيات بأعداد لم يسبق لها مثيل. واستمر أيضًا الاحتجاز في الحبس الانفرادي، بما في ذلك للأطفال.